# Sinfonía en fa sostenido mayor (Korngold)

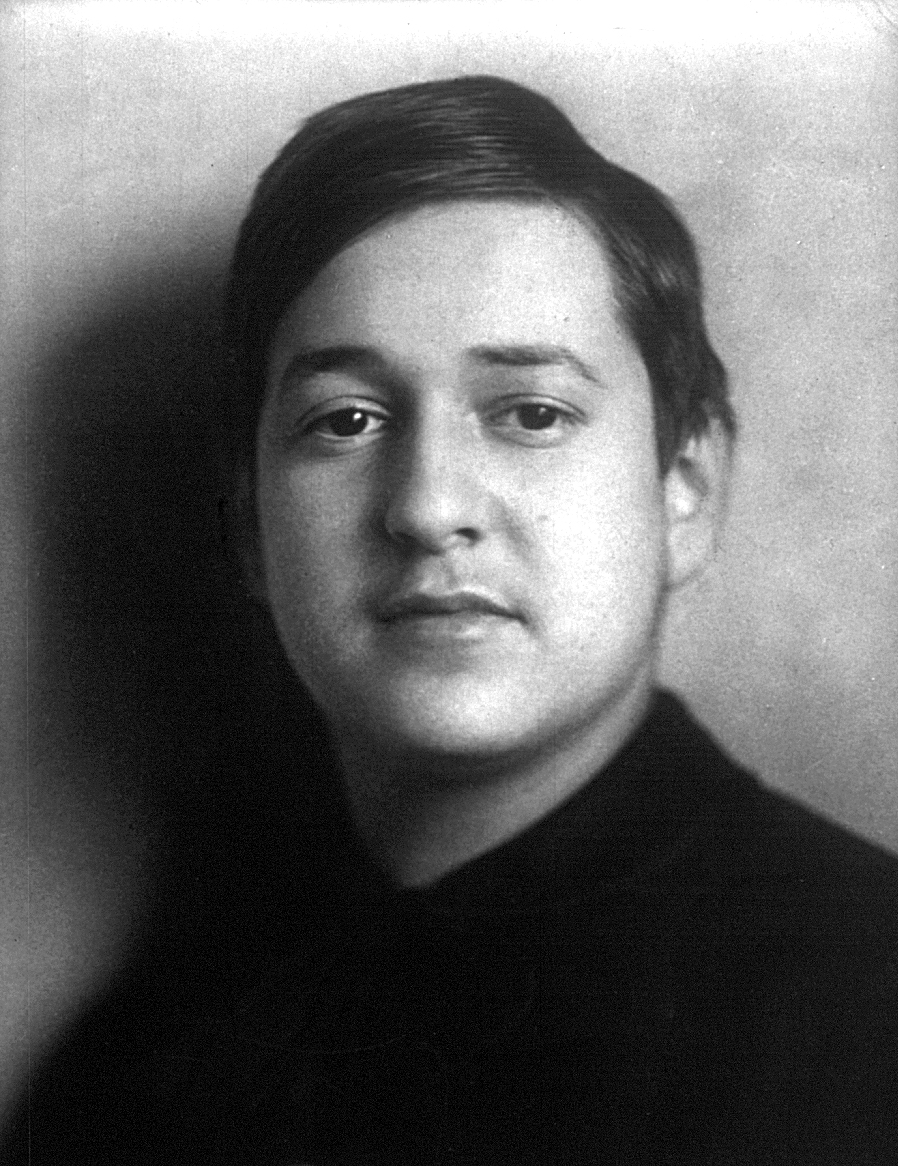
Erich Wolfgang Korngold, compositor austríaco-estadounidense (1897-1957).

La Sinfonía en fa sostenido mayor, Op. 40, es la única sinfonía escrita por el compositor austriaco Erich Wolfgang Korngold, aunque también escribió una Sinfonietta, Op. 5, entre 1911 y 1912. 
La sinfonía fue terminada en 1952, y fue dedicado a la memoria del presidente Estadounidense Franklin D. Roosevelt, que murió en abril de 1945.
La obra utiliza un tema que Korngold había escrito para la película de 1939 La vida privada de Elizabeth y Essex.
Fue estrenada mediante radiodifusión Austria el 17 de octubre de 1954 por la Orquesta Sinfónica de Viena bajo Harold Byrns, a pesar de que fue descrita como un «poco ensayada y interpretada». En 1959, Dimitri Mitropoulos escribió: «Toda mi vida he buscado el ideal moderno de composición. En esta sinfonía lo he encontrado. Voy a tocarla la próxima temporada». Pero Mitropoulos falleció, y la sinfonía, a pesar de que se interpretó varias veces en la radio europea, no fue estrenada en sala de conciertos hasta el 27 de noviembre de 1972 en Munich, bajo la batuta de Rudolf Kempe. Desde entonces, la obra ha entrado en el repertorio y ha sido grabado en varias ocasiones, y la partitura completa ha sido publicada por Schott Musik en su serie Eulenburg y por Warner Music Spain, bajo la batuta de Pedro Halffter.
Tiene una duración de aproximadamente 50 minutos y se divide en cuatro movimientos:
1. Moderato, ma energico — intenso y tormentoso, con un irregular tema principal
2. Scherzo
3. Adagio — larga, profunda y meditativa, en la tradición de Anton Bruckner. En memoria de Roosevelt.
4. Finale — optimista; los oyentes reconocerán las referencias a la música de cine y la canción, "Allí".

La obra está escrita para gran orquesta que consta de: 3 flautas (3 doblando piccolo), 2 oboes, 2 clarinetes, clarinete bajo, 2 fagotes, contrafagot, 4 trompas, 3 trompetas, 4 trombones, tuba, timbales, percusión (3 músicos encargados de bombo, platillos, gong, glockenspiel, marimba, xilófono), arpa, piano (doblando celesta) y cuerdas.